# كوخان (مياندوآب)
كوخان هي قرية في مقاطعة مياندوآب، إيران. يقدر عدد سكانها بـ 757 نسمة بحسب إحصاء 2016.